# Papa Ioan al III-lea
Papa Ioan al III-lea (n. 520 d.Hr., Roma, Regatul Ostrogot⁠(d) – d. 13 iulie 574 d.Hr., Roma, Imperiul Roman de Răsărit) a fost  Papă al Romei în perioada 17 iulie 561 - 13 iulie 574. 

## Originea
Papa Ioan al III-lea era descendentul unei familii romane importante, iar tatăl său, Anastasie, purta titlul de "illustris". 

## Alegerea
Împăratul răsăritean, Iustinian I l-a recunoscut oficial pe Papa Ioan al III-lea după patru luni de la decesul predecesorului său, Papa Pelagius I. 

## Ciuma și invazia lombarzilor
În decursul pontificatului lui Papa Ioan al III-lea, s-au întâmplat schimbări majore pe plan politic, împăratul Iustinian I moare pe 11 noiembrie 565, iar succesorul său, Iustin al II-lea va perde două treimi din Italia în fața invaziei longobarde din 568. 
În anul morții împăratului, Papa Ioan a încurajat creștinii din Italia care erau decimați de ciumă. După trei ani, în 568, longobarzii arieni veniți din Panonia în 568 au atacat și au jefuit Italia, iar Roma a fost sufocată de mizerie și ciumă. Când, în 572, regele lombarzilor, Alboin, a fost asasinat printr-o conspirație, a urmat o perioadă de anarhie în timpul căreia treizeci de duci longobarzi se luptau pentru putere. A fost o perioadă întunecată pentru biserică, mulți creștini au fost martirizați, mănăstirea din Monte Cassino a fost distrusă, iar multe biserici au fost prădate. 
Papa a ales să fugă la Napoli, pentru a cere ajutorul și protecția fostului guvernator răsăritean al Italiei, Narses. Apelul papei la fostul guvernator răsăritean a îmbunătățit oarecum relațiile din Constantinopol și Roma,  însă Narses, deși a reușit să salveze multe monumente din Roma, a atras mai multe violențe. Papa Ioan al III-lea fiind obligat să se exileze pentru tot restul pontificatului său într-o mănăstire din apropierea Romei.

## Activitate teologică
Ioan al III-lea a confirmat rezoluțiile celui de-al cincilea Conciliu Ecumenic din Constantinopol și le-a apărat cu mult zel. În timpul pontificatului său a fost terminată construcția Basilicei Sfinților Filip și Iacob, astăzi chemată Bisilica Sfinților Apostoli, mai mult de atât, restaurația fiind extinsă apoi și asupra cimitirului martirilor. A decis ca pâinea, vinul și candelele pentru celebrarea mesei romane să fie făcute în Biserica Sfântul Ioan din Lateran.

## Decesul
După Liber Pontificalis ar fi murit pe 13 Iulie 574.